# Comme une passerelle
Comme une passerelle (titre original : I Am the Doorway) est une nouvelle de Stephen King qui fait partie du recueil Danse macabre publié en 1978. Elle est parue initialement en 1971 dans le mensuel américain Cavalier.

## Résumé
Arthur est un ancien astronaute qui est devenu paraplégique à la suite d'un accident au retour d'une mission spatiale. Lors de cette mission, un survol de Vénus, Arthur est exposé à un agent mutagène extraterrestre. Plusieurs années plus tard, les mains d'Arthur commencent à le démanger terriblement, des cercles rouges y apparaissent et deviennent finalement des yeux. Arthur est convaincu que ces yeux le transforment en une sorte de passerelle qui permet à la race extraterrestre qui l'a infecté d'observer la Terre. La vision de ces yeux est distordue et ils perçoivent les humains comme des monstres.
Un jour où Arthur oublie de bander ses mains, les yeux prennent possession de son corps et lui font assassiner un jeune garçon. Arthur raconte son histoire à son ami Richard et finit par lui montrer les yeux. Aussitôt, il les sent prendre le contrôle et se servir de lui pour tuer Richard. Déterminé à se débarrasser de ces yeux, Arthur plonge alors ses mains dans le feu. Sept ans plus tard, alors qu'Arthur a appris à vivre avec des crochets à la place des mains, des yeux apparaissent sur sa poitrine. Arthur finit son histoire en affichant sa résolution de mettre fin à ses jours.

## Genèse
La nouvelle a été publiée initialement dans le numéro de mars 1971 du magazine Cavalier. Elle est ensuite parue dans le recueil Danse macabre et l'image des yeux extraterrestres a servi d'illustration à l'édition de poche originale de ce recueil.